# عملات الاتحاد الأوروبي

منطقة اليورو
الدول ضمن منطقة اليورو منذ عام 1999 (دخلت العملات المعدنية والأوراق النقدية التداول في عام 2002)
الدول التي انضمت إلى منطقة اليورو بعد عام 1999
الدول الأعضاء في الاتحاد الأوروبي التي لم تنضم إلى منطقة اليورو

هناك 11 عملة للاتحاد الأوروبي اعتبارًا من 2018 تستخدم رسميا من قبل الدول الأعضاء. يمثل اليورو أغلبية الدول الأعضاء حيث يعمل الباقي على سياسات نقدية مستقلة. تُعرف دول الاتحاد الأوروبي التي تبنتها باسم منطقة اليورو وتشترك في البنك المركزي الأوروبي. البنك المركزي الأوروبي والبنوك المركزية الوطنية لجميع دول الاتحاد الأوروبي ، بما في ذلك أولئك الذين يديرون عملة مستقلة ، هم جزء من النظام الأوروبي للبنوك المركزية .

## العملات الحالية
فيما يلي قائمة العملات غير الرسمية المتداولة ضمن حدود الدول الأعضاء في الاتحاد الأوروبي:
| العملة                      | المنطقة | رمز العملة   | أيزو 4217 | سعر الصرف الثابت | ملاحظات                           |
| --------------------------- | --- | ------------ | --------- | ---------------- | --------------------------------- |
| يورو                        | منطقة اليورو - النمسا · بلجيكا · قبرص · إستونيا · فنلندا · فرنسا · ألمانيا · اليونان · أيرلندا · إيطاليا · لاتفيا · ليتوانيا · قالب:بيانات بلد لكسمبورغ · مالطا · هولندا · البرتغال · سلوفاكيا · قالب:بيانات بلد سلوفانيا · إسبانيا | علامة اليورو | EUR       | متداولة          | تستخدم في مؤسسات الاتحاد الأوروبي |
| ليف بلغاري                  | بلغاريا | лв           | BGN       | مجلس العملات     |                                   |
| جنيه إسترليني جنيه جبل طارق | المملكة المتحدة · جبل طارق | إشارة الجنيه | GBP GIP   | متداولة          |                                   |
| كونا كرواتية                | كرواتيا | kn           | HRK       | سعر الصرف العائم |                                   |
| كرونة تشيكية                | جمهورية التشيك | Kč           | CZK       | متداولة          |                                   |
| كرونة دنماركية              | الدنمارك | kr           | DKK       | ERM II           |                                   |
| فورنت مجري                  | هنغاريا | Ft           | HUF       | متداولة          |                                   |
| زلوتي بولندي                | بولندا | zł           | PLN       | متداولة          |                                   |
| ليو روماني                  | رومانيا | Leu          | RON       | متداولة          |                                   |
| كرونة سويدية                | السويد | kr           | SEK       | متداولة          |                                   |
| فرنك سويسري                 | كامبيوني ديتاليا (جزء من إيطاليا) بوزنغن أم هوخراين (جزء من ألمانيا) | Fr.          | CHF       | متداولة          | الفرنك السويسري أصدرته سويسرا.    |

لاحظ أنه تستخدم عملات أخرى في الأقاليم ذات العضوية الخاصة في الاتحاد الأوروبي. لكن هذه المناطق أصلاً ليست مناطق رسمية في الاتحاد الأوروبي (مع أنها خاضعة قانونياً لجميع قوانينه)، لذا لم يتم إدراجها هنا. 